# Chorisoneura tessellata
Chorisoneura tessellata es una especie de cucaracha del género Chorisoneura, familia Ectobiidae. Fue descrita científicamente por Rehn en 1916.
Habita en Brasil.